# 五分洲

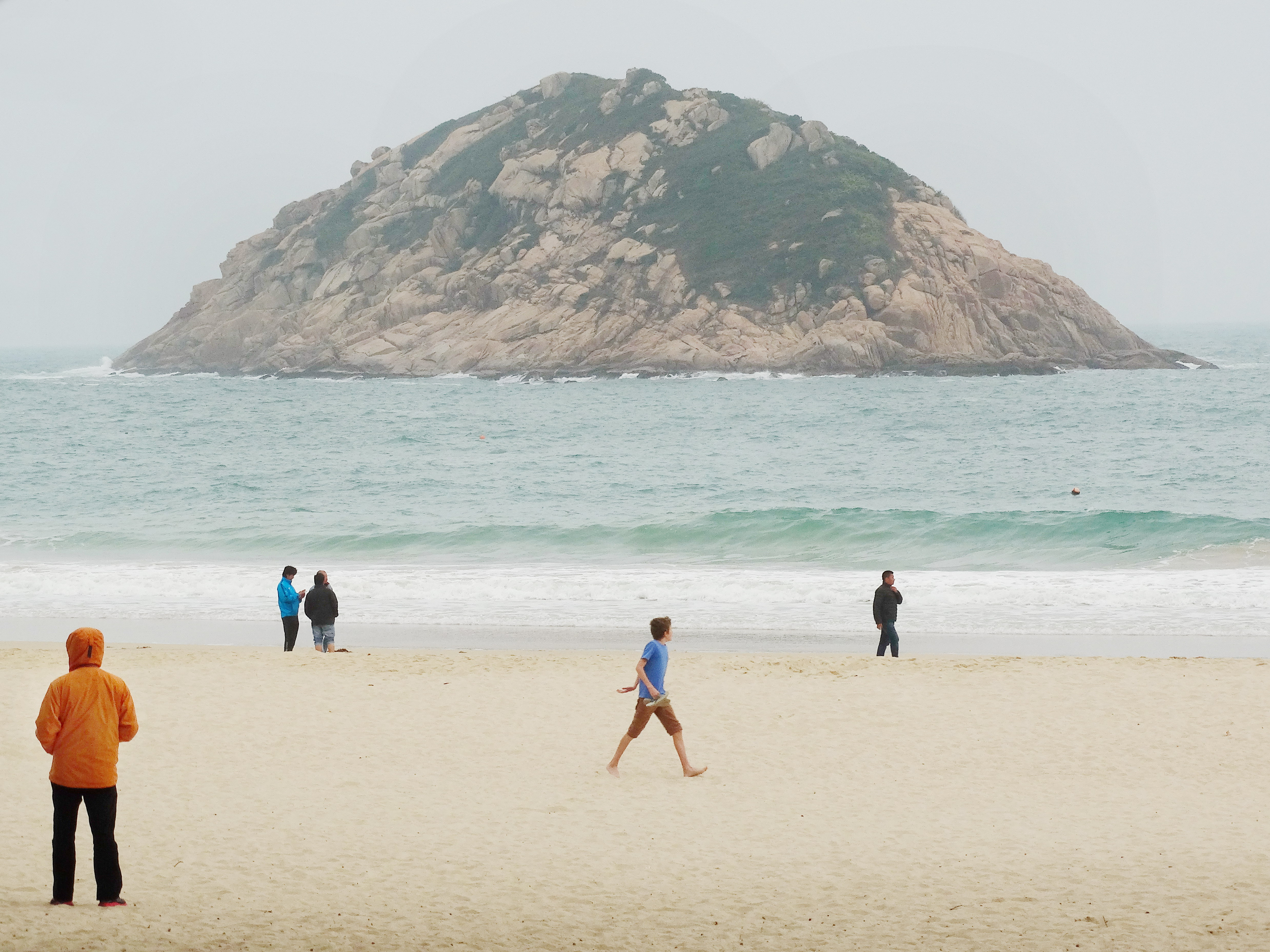
五分洲

五分洲（英語：Ng Fan Chau）是香港的一個島嶼，地區行政上屬於南區。它位於石澳泳灘對開海面，五分洲上並沒有居民居住。面積0.09平方公里。島上有裸露的花崗岩。
此島距離石澳灣約五百碼，北距大頭洲大概百餘碼。島嶼呈長形，東西橫陳，長四百碼，闊約百五碼左右，高百餘呎。南北均為懸崖削壁和斜石坡，
北崖有明顯的裂痕，由山頂至海灘垂直直瀉，似將島分為五份，五分洲可能也是因此而得名。南坡亦有同樣的裂痕。
南坡石塊高度風化，觸手即碎。為上最高處為中央，有百餘呎，在偏西山頂上，則有一泥墩，墩下有一大石，其下有一丈餘的洞寬可容人，有石瓦疊似門，洞旁有小樹叢生，石為之最西有一高崗約百餘呎，可望到石澳泳灘、鶴咀與大頭洲。